# Ravindra Svarupa Dasa
Ravindra Svarupa Dasa (William H. Deadwyler; * 27. Juli 1947) ist ein amerikanischer Religionswissenschaftler. Er studierte Philosophie an der University of Pennsylvania und Religionswissenschaft an der Temple University, wo er auch in Religionswissenschaft promovierte. Er ist Autor zahlreicher Essays über Vaishnava-Theologie.
Ravindra Svarupa Dasa trat 1971 der Internationalen Gesellschaft für Krishna-Bewusstsein (ISKCON) bei. Im gleichen Jahr weihte ihn A. C. Bhaktivedanta Prabhupada, der Gründer der ISKCON, in der Tradition des Gaudiya-Vaishnavatums ein. Seit 1987 ist er Mitglied des Governing Body Commission (GBC), des leitenden Gremiums der ISKCON. Er ist einweihender spiritueller Meister in der Schülernachfolge des Gaudiya-Vaishnavatums.

## Veröffentlichungen
- „The Contribution of Bhagavat-dharma toward a 'Scientific Religion' and a 'Religious Science'“ in Synthesis of Science and Religion: Critical Essays and Dialogues, ed. T.D.Singh and Ravi Gomatam. (The Bhaktivedanta Institute, 1988).
- „The Devotee and the Deity: Living a Personalistic Theology“ in Gods of Flesh, Gods of Stone: The Embodiment of Divinity in India, ed. Joanne Punzo Waghorne and Norman Cutler. (Anima Publications, 1985).
- „Cleaning House and Cleaning Hearts: Reform and Renewal in ISKCON“ in The Hare Krishna Movement: The Postcharismatic Fate of a Religious Transplant, ed. Edwin Bryant and Maria Ekstrand. (Columbia University Press, 2004).
- „Encounter with the Lord of the Universe: Collected Essays 1978-1983“ (Washington, DC: Gita Nagari Press, 1984).